# Momar fumida
Momar fumida är en insektsart som först beskrevs av Ball 1933.  Momar fumida ingår i släktet Momar och familjen vedstritar. Inga underarter finns listade i Catalogue of Life.